# Norderoogsand
Norderoogsand je neobydlený písečný ostrov v Severním moři v souostroví Severofríské ostrovy. Leží asi 25 km od pobřeží Německa, má rozlohu asi 14 ha a nejvyšší bod má výšku 4 m n. m. Vznikl koncem 90. let 20. století při přesunu písečných dun. Ostrov je součástí chráněné oblasti Waddenzee. Na ostrově roste 49 druhů rostlin a hnízdí řada druhů ptáků.